# Togoperla shan
Togoperla shan és un insecte plecòpter pertanyent a la família dels pèrlids.

## Descripció
- Els adults són de color marró amb el cap fosc.
- Pronot marró amb rugositats.
- Potes marró.
- Les ales anteriors dels mascles fan 19-21 mm de llargària i les de les femelles 29-31.[2]

## Reproducció
Els ous fan 0,45-0,47 mm de llargada i entre 0,35 i 0,37 d'amplada.

## Distribució geogràfica
Es troba a Indoxina: Tailàndia.